# Matazu
Matazu è una delle trentaquattro aree a governo locale (local government areas) in cui è suddiviso lo stato di Katsina, nella Repubblica Federale della Nigeria.
Si estende su una superficie di 503 km² e conta una popolazione di 115.325 abitanti.